# Cocopah

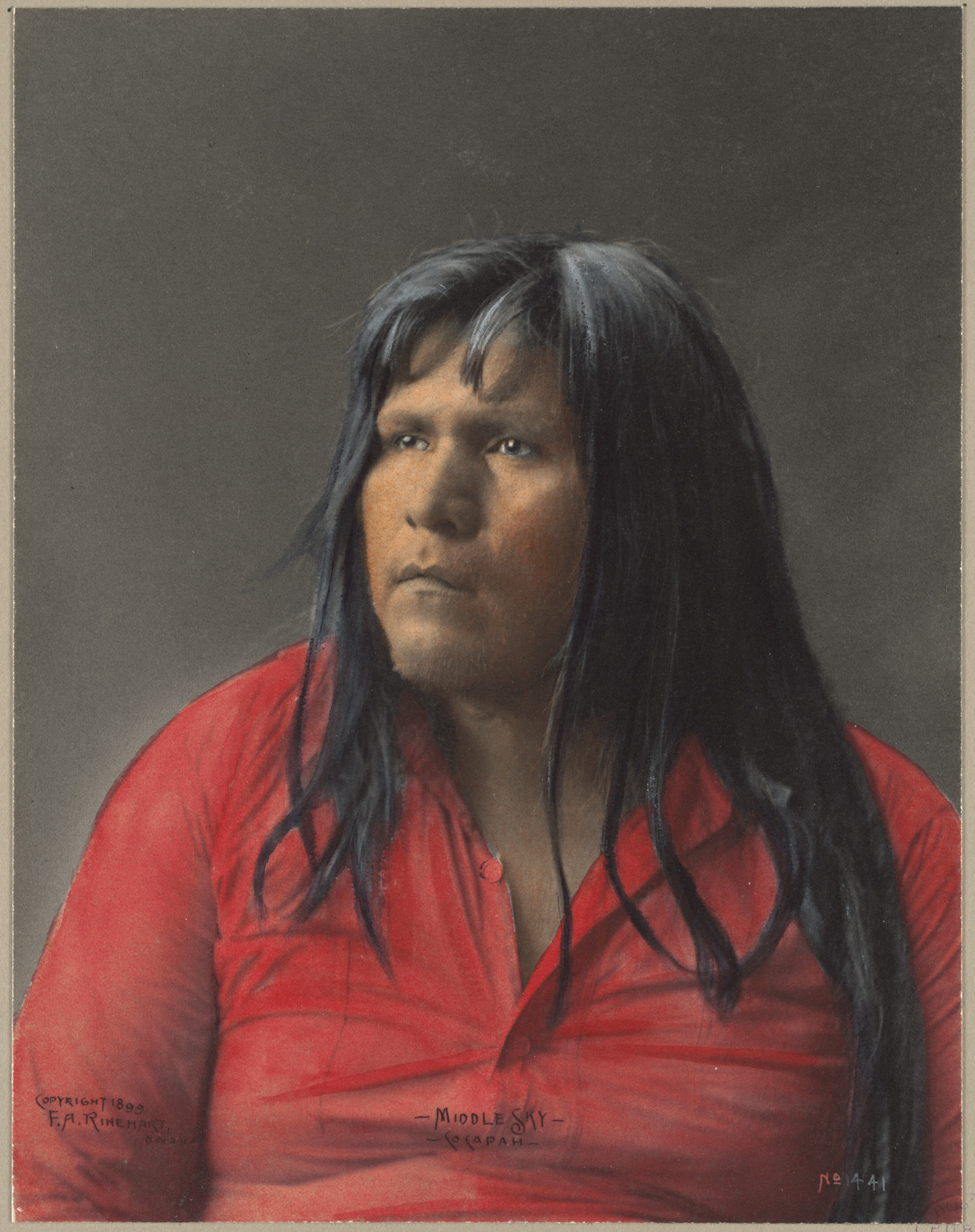
Middle Sky, Cocapah, foto di Frank Rinehart, 1899

I Cocopah, noti anche come Cocopá (in lingua cocopah: Kwapa o Kwii Capáy - "popolo della nuvola" in riferimento alla nebbia lungo il fiume Colorado), sono una tribù di nativi americani che vivono nella Bassa California e Sonora, nel Messico, e nell'Arizona, negli Stati Uniti.
La lingua cocopah appartiene al ramo Delta-California della famiglia yumana. Il termine spagnolo per Cocopah è Cucapá. La loro autodesignazione è Xawiƚƚ kwñchawaay, che si traduce in "coloro che vivono sul fiume nuvoloso" (da Xawíƚƚy - "fiume", kwii - "nuvola", (ny)way - "vivere", llyay/nyaam - "molti"). Secondo il censimento degli Stati Uniti, erano presenti 1.009 Cocopah nel 2010.

## Storia

### Prima dell'arrivo degli europei
Gli antenati della tribù abitavano nelle zone che oggi corrispondono all'Arizona e alla California e appartenevano alla cultura Patayan. Praticavano dove possibile l'agricoltura alluvionale e dipendevano pesantemente dalla caccia e dalla raccolta.

### Dopo l'arrivo degli europei
I primi contatti con gli europei e con gli africani risalgono al 1540, quando l'esploratore spagnolo Hernando de Alarcón navigò il delta del fiume Colorado. I Cocopah sono citati per nome nella spedizione di Juan de Oñate nel 1605.

### Dopo la cessione del Messico

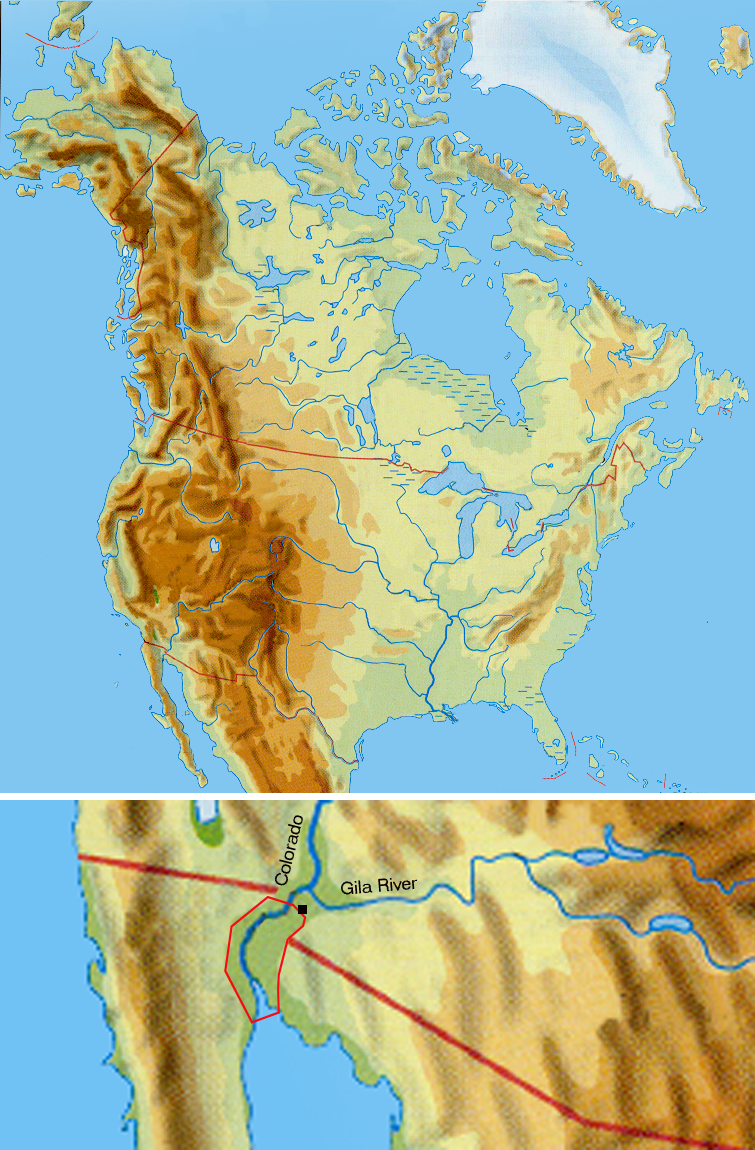
Territori originari della tribù presso il fiume Colorado

Dopo la guerra messico-statunitense, le loro terre furono divise tra i due stati nel trattato di Guadalupe Hildago. L'espansione a ovest del 1840 e la scoperta dell'oro nella regione portarono molti immigrati nella zona. La posizione strategica del fiume fu riconosciuta dal governo federale degli stati uniti, che nel 1850 eresse Camp Independence per sorvegliare e proteggere le tratte commerciali. Molti membri della tribù furono assunti dalle compagnie dei traghetti, aumentando l'occupazione della comunità.
I Cocopah si unirono alla rivolta per le tasse di Garra del 1851, combattendo contro l'esercito statunitense assieme ai Quechan e ai Kumeyaay sotto la guida dei Cupeño. Riuscirono ad assediare Camp Independence, ma le divisioni interne alle bande provocarono il fallimento dell'operazione.
Inoltre, in seguito alla rivolta si unirono ai Quechan nella guerra yuma contro il governo federale. Dopo aver stipulato una pace separata con gli stati uniti, i nativi si allearono ai Paipai e agli Halyikwamai contro i Quechan, successivamente all'inasprimento dei rapporti tra le due tribù. Il conflitto scoppiò il Maggio 1853, quando i Cocopah occuparono tre villaggi Quechan. In risposta, gli alleati dei Quechan Mohave razziarono gli insediamenti Cocopah. La guerra terminò quando l'esercito federale statunitense minacciò di intervenire in favore dei Cocopah.

#### La tribù durante la rivoluzione messicana
Durante la rivoluzione messicana, i Magonisti ottennero il supporto della tribù per l'influenza di Camilo Jiménez, leader dei Cocopah nella valle messicana. La comunità e i rivoluzionari avevano come comuni nemici sia il governo messicano sia quello statunitense, oltre che ai nuovi proprietari privati delle loro terre. Assieme a loro combatterono i Paipai, i Kiliwa e i Kumeyaay mentre Jiménez forniva armi statunitensi in Messico con l'approvazione del IWW.
Il 29 gennaio l'alleanza occupò Mexicali e garantì supporto logistico su tutto il fronte. Jiménez continuò la campagna da El Rosario a Ensenada, saccheggiando i piccoli insediamenti sulla strada.
Un altro Cocopah mangonista, Emilio Guerrero, guidò il suo gruppo all'assalto delle compagnie straniere di San Quintín, costringendo la Royal Navy a far fuggire i cittadini britannici dalla città con le navi HMS Shearwater e HMS Algerine.
Le forze Cocopah vennero sconfitte nei mesi successivi dalle truppe messicane e vennero costretti ad abbandonare le loro terre dalla Colorado River Land Company.

### Tempi contemporanei
Nel 1964, i Cocopah presenti nella Cocopah Indian Reservation crearono una loro costituzione e un concilio tribale di cinque persone. Negli anni settanta e ottanta, la tribù ha iniziato ad acquistare terra addizionale, costruire case e creare infrastrutture utili allo sviluppo economico.